# دنيس جاكوبس
دنيس جاكوبس (بالإنجليزية: Dennis Jacobs)‏ هو قاضي أمريكي، ولد في 28 فبراير 1944 في نيويورك في الولايات المتحدة.

## وصلات خارجية
- دنيس جاكوبس على موقع إن إن دي بي (الإنجليزية)